# Barbie : L'Aventure de princesse
 (août 2021).
La mise en forme du texte ne suit pas les recommandations de Wikipédia : il faut le « wikifier ».
Les points d'amélioration suivants sont les cas les plus fréquents. Le détail des points à revoir est peut-être précisé sur la page de discussion.
- Les titres sont pré-formatés par le logiciel. Ils ne sont ni en capitales, ni en gras.
- Le texte ne doit pas être écrit en capitales (les noms de famille non plus), ni en gras, ni en italique, ni en « petit »…
- Le gras n'est utilisé que pour surligner le titre de l'article dans l'introduction, une seule fois.
- L'italique est rarement utilisé : mots en langue étrangère, titres d'œuvres, noms de bateaux, etc.
- Les citations ne sont pas en italique mais en corps de texte normal. Elles sont entourées par des guillemets français : « et ».
- Les listes à puces sont à éviter, des paragraphes rédigés étant largement préférés. Les tableaux sont à réserver à la présentation de données structurées (résultats, etc.).
- Les appels de note de bas de page (petits chiffres en exposant, introduits par l'outil «  Source ») sont à placer entre la fin de phrase et le point final[comme ça].
- Les liens internes (vers d'autres articles de Wikipédia) sont à choisir avec parcimonie. Créez des liens vers des articles approfondissant le sujet. Les termes génériques sans rapport avec le sujet sont à éviter, ainsi que les répétitions de liens vers un même terme.
- Les liens externes sont à placer uniquement dans une section « Liens externes », à la fin de l'article. Ces liens sont à choisir avec parcimonie suivant les règles définies. Si un lien sert de source à l'article, son insertion dans le texte est à faire par les notes de bas de page.
- La présentation des références doit suivre les conventions bibliographiques. Il est recommandé d'utiliser les modèles {{Ouvrage}}, {{Chapitre}}, {{Article}}, {{Lien web}} et/ou {{Bibliographie}}. Le mode d'édition visuel peut mettre en forme automatiquement les références.
- Insérer une infobox (cadre d'informations à droite) n'est pas obligatoire pour parachever la mise en page.

Pour une aide détaillée, merci de consulter Aide:Wikification.
Si vous pensez que ces points ont été résolus, vous pouvez retirer ce bandeau et améliorer la mise en forme d'un autre article.
 (août 2021).
Série Barbie / Dreamhouse Adventures
Barbie : La Magie des dauphins
(2017) Barbie et Chelsea : L'Anniversaire perdu
(2021)
Pour plus de détails, voir Fiche technique et Distribution.
Barbie : L'Aventure de princesse (Barbie: Princess Adventure) est le 37e long-métrage d'animation qui met en scène le personnage de Barbie, ainsi que le deuxième film de la série Dreamhouse Adventures après Barbie : La Magie des Dauphins. Le film est sorti le 1er septembre 2020 aux États-Unis sur Netflix et a été réalisé par Conrad Helten. Une bande-annonce est sortie le 26 juillet 2020 aux États-Unis et le 3 octobre 2020 en France sur le compte officiel YouTube de Barbie.

## Synopsis
À Malibu, Barbie et son amie Daisy tournent un clip vidéo pour leur chanson "Tente Ta Chance". Barbie porte une perruque dans la vidéo et la met en ligne pour que la chanson puisse inspirer les gens. Elle la soumet également à Rose Ross, qui est la plus grande productrice de contenu en ligne au monde. En Floravie, la princesse Amélia voit la vidéo et remarque que Barbie lui ressemble tout en portant la perruque. Le conseiller royal d'Amélia, Alfonso, lui dit qu'elle n'est pas prête à prendre ses propres décisions, et qu'il décidera de tout jusqu'à ce qu'elle le soit.
Amélia organise une visite d'une semaine dans son pays pour les élèves de l'école de Barbie, dans le cadre d'un échange culturel Malibu-Floravie. La directrice Miller annonce que les élèves invités sont Ken, Trey, Renée, Teresa, Daisy, Nikki, Ned et Ted, et enfin Barbie. Après que Barbie a appris l'existence de ce voyage, elle reçoit un appel de Rose. Rose dit à Barbie qu'elle mettra le vlog de Barbie sur l'une de ses chaînes si Barbie peut répondre à ses critères.
Lorsque Barbie part pour le voyage, elle fait un direct à l'aéroport. La famille de Barbie et ses chiots la voient partir. Le chien de Barbie, Taffy, court après Barbie lorsqu'elle part. Les autres chiots courent partout dans tout l'aéroport, et les sœurs de Barbie les attrapent tous sauf Taffy. Taffy se faufile dans le sac à dos de Barbie. Rose téléphone à Barbie avant le décollage de l'avion pour lui dire que son vlog n'était pas bon. Rose lui dit que Barbie doit absolument se changer si elle veut satisfaire les nouveaux abonnés que Rose peut lui fournir.
Barbie et ses amis arrivent en Floravie et sont impatients d'être dans un nouvel endroit. Lorsqu'ils sont conduits au palais, où ils vont passer la semaine, Barbie découvre que Taffy les a suivis. Alfonso les salue, et Taffy voit le lapin d'Amélia, Snowy. Taffy poursuit Snowy, et Barbie les suit jusqu'à la salle de séjour secrète d'Amélia. Elle rencontre Amélia, qui dit vouloir inspirer les gens comme Barbie le fait avec ses vlogs. Amélia dit à Barbie que sa vie est complètement contrôlée afin qu'elle puisse avoir une image publique parfaite, mais qu'elle aimerait être elle-même.
Amélia dit qu'elle s'est arrangée pour rencontrer Barbie afin qu'elles puissent échanger leurs places pendant une semaine, en raison de leurs apparences identiques. Elles concluent un accord après qu'Amélia a accepté de faire un post de vlog avec Barbie, et accepte de ne le dire à personne sauf aux amis de Barbie. Un gardien, Reggie, les écoute et voit Amélia sortir en douce du palais en vêtements ordinaires. Barbie se déguise en Amélia et se rend à une fête de pré-couronnement avec Renée, Daisy, Teresa et Nikki. Barbie se fait photographier et interviewer, et elle rencontre le prince Johan, propriétaire du yacht. Il dit à Barbie que le yacht appartient aussi à la Floravie car leurs pays vont s'unir lors du couronnement.
Les filles retournent au palais. Alfonso dit à Barbie qu'elle a été photographiée habillée en Amélia alors qu'elle portait un collier personnalisé "Barbie", il a donc compris ce qui se passait et a retiré la photo du papier de presse. Il dit que des situations comme celle-ci sont la raison pour laquelle il doit avoir le contrôle à tout moment. Alfonso dit à Barbie qu'elle continuera à être Amelia sous sa surveillance, jusqu'à ce qu'il trouve la vraie princesse. Barbie enlève son collier. Barbie téléphone à Amélia et lui dit qu'Alfonso sait qu'elle est partie. Amélia dit qu'elle sera de retour à temps pour son couronnement.
Rose téléphone à Barbie et lui demande sur quoi Barbie travaille. Barbie ne peut pas encore le révéler, alors Rose lui rappelle qu'il y a beaucoup de pression due à un sponsor potentiel. Le lendemain, Barbie participe à un concours hippique royal à la place d'Amélia. Elle se produit avec Belle Étoile, le cheval personnel de la princesse. Après le spectacle, Barbie doit également faire une séance photo au palais, une visite de l'orphelinat royal, un essayage de robe, et plus encore. Barbie dit à Alfonso qu'il devrait donner plus de mérite à Amélia pour avoir géré son emploi du temps chargé, et qu'il devrait l'écouter davantage. Barbie rencontre une petite fille (qui s'appelle Emma), qui lui demande une photo. Barbie lui dit que leur rencontre ne doit pas être filmée et qu'elles devraient plutôt créer des souvenirs ensemble.
Amélia et Barbie discutent à la fin de la journée, et racontent à quel point elle a été mouvementée. Amélia s'est amusée à explorer Floravie et à en apprendre plus sur elle-même. Barbie interviewe Amélia pour son vlog, et Amélia dit qu'elle se sent elle-même pour la première fois de sa vie. Nikki, Renée, Teresa et Daisy font du shopping, et Barbie dit à Ken qu'elle doit assister à la répétition du couronnement avec Johan. Après que Trey a vu Ken parler à Barbie, il lui dit de le présenter à la princesse. Trey dit que lui et Amélia pourraient gouverner ensemble s'il était roi de Floravie.
Pendant que les amis de Barbie font des courses et explorent Floravie, Barbie assiste à la préparation du couronnement avec Johan. Ils répètent une danse traditionnelle qui reconstitue le traité entre les pays d'Amélia et de Johan, et qu'ils exécuteront lors du couronnement qui officialisera la soumission de son pays à la Floravie. Lorsque Amélia sera couronnée reine, les pays s'uniront et Amélia régnera sur les deux pays. Après le départ de Barbie, Johan revêt la couronne d'Amélia et Taffy lui grogne dessus. Johan dit qu'il fera tout ce qui doit être fait jusqu'à ce qu'il soit le souverain de Floravie au lieu d'Amélia.
Alors qu'Amélia se promène en Floravie, elle est kidnappée et séparée de Snowy. Barbie ne parvient pas à contacter la princesse, et dit à Ken qu'elle est débordée par l'emploi du temps d'Amélia et qu'elle veut rentrer chez elle. Nikki, Teresa, Daisy et Renée organisent une soirée pyjama pour Barbie, mais elles entendent des grattements et des bruits de pas. Elles cherchent dans une armoire pour trouver Snowy et découvrent que l'armoire contient un passage qui mène à la salle de séjour secrète d'Amélia. Alors qu'elles se cachent dans l'armoire, elles entendent Reggie et un autre garde prendre Snowy, et elles se rendent compte qu'Amélia a des ennuis.
Barbie et ses amis élaborent un plan pour se séparer et chercher la princesse. Les amis de Barbie prévoient d'utiliser des scooters pour fouiller la ville, et Barbie part à la recherche d'Alfonso. Elle est interrompue par un appel téléphonique de Rose. Rose montre à Barbie une version éditée de son interview avec Amélia, où leurs mots ont été sortis de leur contexte pour paraître superficiels. Rose dit que la vidéo rendra Barbie célèbre, mais Barbie met fin à son contrat avec Rose, en disant qu'elle va être elle-même et prendre ses propres décisions.
Alors que Barbie et Taffy cherchent Alfonso, Johan et ses gardes trouvent Barbie. Johan sait que Barbie se fait passer pour Amélia parce qu'il a vu le collier de Barbie à la fête sur le yacht. Il dit qu'il va garder Barbie sur le yacht pendant le couronnement, donc Barbie réalise que c'est là qu'est Amélia. Les gardes de Johan emmènent Barbie, mais elle s'échappe et se rend sur le yacht avec Belle Étoile. Johan envoie ses hommes à la poursuite de Barbie. Barbie monte sur le yacht avec Belle Étoile, et attache son collier à la rêne de Belle Étoile. Barbie dit à Belle Étoile de faire savoir à ses amis où elle se trouve.
Au couronnement, Alfonso se fait prendre par les hommes de Johan au couronnement. Barbie monte sur le yacht et se retrouve coincée avec Amélia. Barbie dit qu'elle est heureuse qu'elles aient échangé leurs places, car elles se sont inspirées l'une de l'autre pour rester fidèles à elles-mêmes et savoir qu'elles font une différence. Elles s'échappent et sont retrouvées par Nikki et Teresa, qui ont eu accès à un speedboat. Elles ramènent Barbie et Amélia sur la rive. Les hommes de Johan poursuivent Barbie, Amélia et Snowy  alors qu'ils chevauchent Morning Star jusqu'au couronnement.
Avant que Johan ne puisse être couronné, il reçoit un appel téléphonique lui faisant savoir que Barbie et Amélia se sont échappées. Renée et Daisy utilisent des scooters pour empêcher les hommes de Johan d'atteindre Barbie et Amélia. Lors du couronnement, Johan dit que selon la loi, le fait qu'Amélia n'apparaisse pas signifie que les deux royaumes lui passent. Barbie et Amélia arrivent alors que Ken envoie Taffy pour arracher la couronne des mains de Johan. Barbie attrape la couronne. Amélia dit aux habitants de Floravie que Johan essaie de leur refuser leur souverain légitime, mais qu'elle est prête à devenir reine. Elle ordonne l'arrestation de Johan.
Alfonso couronne Amélia comme reine, et elle lui dit qu'elle veut lancer un vlog royal, écrit et produit par elle, afin qu'elle puisse parler directement à son peuple. Alfonso dit qu'elle est déjà prête. Elle remercie Barbie de l'avoir inspirée. Ken demande à Barbie de danser, et Teresa diffuse en direct la fête. La famille de Barbie regarde le direct à la maison, et Rose Ross est furieuse que Barbie ait un milliard de vues sur le direct. Barbie et Amélia réfléchissent à la façon dont elles se sentent plus optimistes et confiantes après avoir échangé leurs places. Tout le monde fait la fête et danse au son des feux d'artifice, et Barbie et Amélia se serrent dans les bras.

## Lieux
- La Dreamhouse : La maison de rêve est un lieu du film et de la série. Elle est située à Malibu, en Californie. Barbie y vit avec sa famille et ses animaux de compagnie.
- Lycée de la Plage d'Or : Le lycée de la Plage d'Or est présent dans le film et la série. Il s'agit d'un lycée de Malibu, en Californie. Barbie, ses amis et sa sœur Skipper y sont scolarisés, Madame Miller est la principale du lycée.
- Floravie : Floravie est un lieu du film. C'est un petit pays, mais influent, situé sur la mer Méditerranée, et il est gouverné par la reine Amélia, qui y vit dans un palais. La Floravie est également connue comme le pays de la romance. Il y a un musée consacré aux baies, et un spectacle de chevaux royaux et un couronnement a lieu pendant le film. On ignore qui régnait sur Floravie avant Amélia, mais c'est la plus jeune reine de tous les temps. Selon Nikki, Floravie a une scène de mode remarquable et Amélia est une icône de la mode. Floravie a des magasins pop-up branchés où les gens peuvent faire leurs achats. Teresa s'intéresse à l'histoire et à l'architecture anciennes de Floravie.
- Le Palais de la Reine Amélia : Le Palais de la Reine Amélia est situé à Floravie, il n'est vu que dans le film. C'est à cet endroit-là que Barbie et ses amis ainsi que la principale Madame Miller vont y être accueillis pour l'échange culturel. Amélia y vit ainsi que son lapin Snowy et Alfonson, on ne sait pas qui d'autre y vit. Reggie (ancien gardien du Palais) travaillait là-bas mais a fini par trahir Amélia et fut renvoyé. Dans le Palais d'Amélia, on y a vu qu'il y avait un passage secret dans l'armoire de la chambre où séjournait Barbie qui menait à la salle de séjour d'Amélia.
- Johanistan : Le Johanistan est un lieu du film. Il est gouverné par la reine Amélia. Johanistan n'est pas vu dans le film.
- Le Yacht : Le yacht est un bateau dans le film. C'est là que se déroule la fête de pré-couronnement d'Amélia, et où elle est retenue temporairement pendant son couronnement. Le yacht a appartenu au Johanistan jusqu'à ce qu'Amélia soit couronnée reine, puis il a appartenu au Johanistan et au royaume de Floravie d'Amélia.

## Personnages
| - Barbie Roberts - Princesse/Reine Amélia - Ken Carson - Daisy Kostopoulos - Nikki Watkins - Renée Chao - Teresa Rivera - Trey Reardon - Ned et Ted Johnson (Les jumeaux) - Madame Miller - Rose Ross - Alfonso - Reggie | - Margarette Roberts - Georges Roberts - Skipper Roberts - Stacie Roberts - Chelsea Roberts - Tammy Bounceaway - Emma - Belle Étoile - Snowy - Taffy - Honey - DJ - Rookie |

## Fiche technique
- Titre original : Barbie : Princess Adventure
- Titre français : Barbie : L'Aventure de princesse
- Réalisation : Conrad Helten
- Scénario :  Ann Austen
- Musique : The Math Club, Matthew Tishler et Andrew Underberg
- Production : Adam Bonnett (exécutif); Susan Corbin (principale); Christopher Keenan (exécutif); Laura Pepper (déléguée); Susan Shi (associée); Ann Austen (coproducteur); Shannon Nettleton (exécutif chargé de la production); Chelsea Blankenbaker (chef de production); Roberto Velazquez (coordonnateur de production).
- Société de production : Mainframe Studios, WOW! Unlimited Media, Mattel Television
- Société de distribution : Universal Studios Home Entertainment
- Pays : États-Unis
- Langue d'origine : anglais
- Format : couleur - son stéréo
- Genre :  Film d'animation
- Durée : 72 minutes
- Dates de sortie : 
  -  États-Unis : 1er septembre 2020 (Netflix)
  -  France : 25 octobre 2020[4] (Gulli), 1er avril 2021 (Netflix)

Sources : ToonBarn, IMDb, Fandom

## Distribution
Les autres personnages ont la même voix que Tammy (voix de Kirsten Day), Rose Ross, Taffy, Honey, DJ, Rookie, Snowy et Belle Étoile.
| - Barbie : America Young - Skipper (sœur) : Kirsten Day - Stacie (sœur) : Cassandra Morris - Chelsea (sœur) : Cassidy Naber - Margaret (maman) : Lisa Fuson - George (papa) : Greg Chun - Nikki : Desirae Whitfield - Teresa : Cristina Milizia - Renee : Stephanie Sheh - Daisy : Emma Galvin - Ken : Ritesh Rajan - Trey Reardon : Eamon Brennan - Ned and Ted Johnson (Les jumeaux) : Ogie Banks - Amelia : Erica Lindbeck - Principal Miller : Nakia Burrise - Alfonso Ier : Dave Fennoy - Prince Johan : Angelo Restaino - Reggie : Ben Pronsky - Emma : Amelia Diecker | - Helena Coppejans : Barbie - Nathalie Delattre : Barbie (chant) - Julie Basecqz : Skipper - Aaricia Dubois : Stacie - Alayin Dubois : Chelsea - Maxime Donnay : Ken - Angélique Leleux : Margarette (maman) - Alain Eloy : Georges (papa) - Delphine Chauvier : Nikki - Mélissa Windal : Teresa - Véronique Biefnot : Renée - Audrey Devos : Daisy - Maxime Donnay : Ken - Alexis Flamant : Trey - Bernadette Mouzon : Madame Miller - Cécile Florin : Tammy - David Manet : Ned - Brieuc Lemaire : Ted - Marie Braam : Princesse Amélia - Nancy Philippot : Princesse Amélia (chant) - Jean-François Rossion : AlfonsoIer - Jonathan Simon : Prince Johan - Ludivine Deworst : Rose Ross |

## Chansons du film
- Tente Ta Chance (Try It On) – Barbie
- Nouveau Lieu (Somewhere New) – Barbie, Ken, Renée, Nikki, Teresa, Daisy, Trey, Ned et Ted.
- (Non) Une Fille Sur Papier Glacé ((Not) A Perfect Girl) – Amélia et (Barbie)
- La Vie En Couleur (Life In Color) – Barbie et Amélia
- Roi de ce Royaume (King of the Kingdom) – Trey, Ken, Ned et Ted
- Roi de ce Royaume (King of the Kingdom - Reprise) – Prince Johan
- (Non) Une Fille Sur Papier Glacé ((Not) A Picture Perfect Girl) - (Reprise) – Barbie
- J'ai Trouvé Ma Voie (This Is My Moment) – Amélia et Barbie

## Autour du film
Il existe de nombreux produits dérivés de ce film, notamment des poupées à l'effigie des personnages du film. Le film comprend des chansons de Matthew Tishler et Andrew Underberg avec une partition originale et des chansons supplémentaires de The Math Club.
Après 3 ans de hiatus, la série de films a repris, soudainement arrêté après le film Barbie : La Magie des dauphins en 2017. Depuis, la marque s'est davantage concentrée sur les productions web comme les Vlogs de Barbie sur Youtube, ainsi que sur les émissions de télévision comme la série  Barbie Dreamtopia (en) et Barbie Dreamhouse Adventures.
Barbie : L'Aventure de princesse est le troisième film d'animation de Barbie à s'inspirer du roman Le Prince et le Pauvre de Mark Twain. Il suit Barbie dans le rôle de Barbie : Cœur de princesse (2004) et Barbie : La Princesse et la Popstar (2012).
C'est le premier film à avoir une citation différente de « Ceci est notre histoire, quelle est la vôtre ? » depuis la sortie du film Barbie : Agents secrets.
Lorsque Rose téléphone à Barbie alors qu'elle est déguisée en Amélia, la danse que fait le garçon s'appelle le floss.
Pendant la chanson "King of the Kingdom" (Roi de ce Royaume), Trey dit qu'il veut un festival de musique en son nom, puis Ned et Ted crient "Treychella ! C'est un jeu de mots sur Coachella. Ce passage est seulement dans la version anglaise du film.
La citation du film est la suivante: « La vie ne se passe pas devant les caméras, elle commence lorsque les caméras sont éteintes ».